# پارک ملی گبی گوروانسایخان
پارک ملی گبی گوروانسایخان (به لاتین: Gobi Gurvansaikhan National Park) یک پارک ملی در مغولستان است که در استان اومنوگاوی واقع شده‌است.